# Villamanín
Villamanín – gmina w Hiszpanii, w prowincji León, w Kastylii i León, o powierzchni 176,25 km². W 2011 roku gmina liczyła 1109 mieszkańców.